# Carsten Alrutz
Carsten Alrutz (* 4. März 1972) ist ein deutscher ehemaliger Fußballspieler.

## Karriere
Alrutz wechselte zur Zweitliga-Saison 1990/91 aus der eigenen Jugend in den Profikader von Eintracht Braunschweig. In dieser ersten Saison absolvierte der Mittelfeldspieler neun Partien im Ligabetrieb sowie eine im DFB-Pokal 1990/91. Seine zweite Saison 1991/92 bestritt er mit Braunschweig in der Nordgruppe der aufgrund der Wiedervereinigung zweigleisigen 2. Bundesliga. Auf sieben Einsätze in der allgemeinen Saison folgten drei in der Abstiegsgruppe Nord, die Eintracht Braunschweig auf dem ersten Platz abschloss.